# Juramento de Salisbury

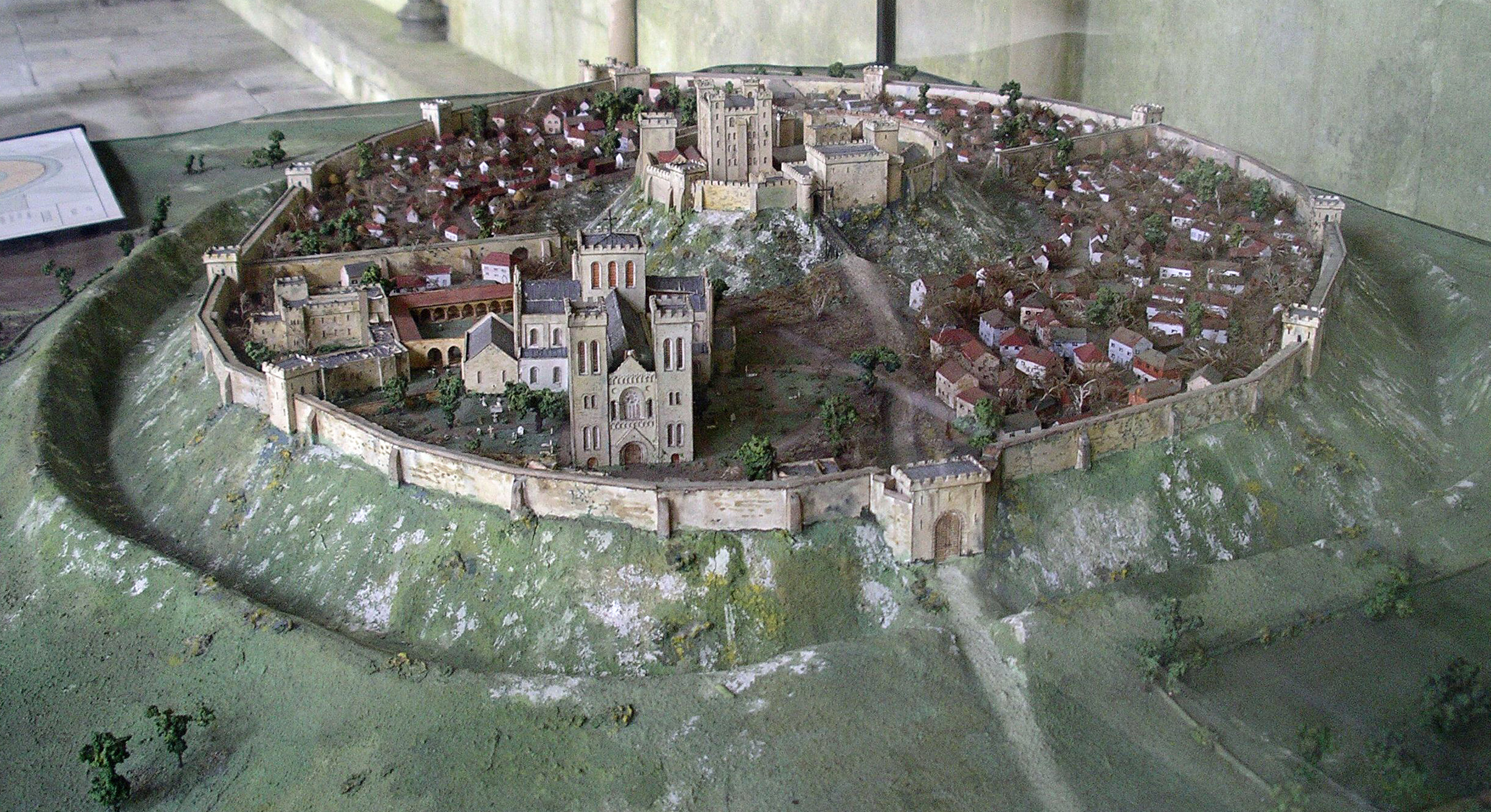
Maqueta de Old Sarum en el siglo XII

El Juramento de Salisbury (agosto de 1086) fue un evento realizado por Guillermo I de Inglaterra en donde convocó a sus tenentes feudales y "hombres terratenientes de cualquier cuenta a Guillermo I, 'El Conquistador'" a Old Sarum en donde le juraron lealtad. 
El juramento se exigió en un momento de crisis cuando 'El Conquistador' se enfrentaba a una invasión. Parece haber pocas dudas de que fue pensado como una garantía práctica y un recordatorio, más que como una declaración constitucional.

## Trascendencia
El juramento propició una especie de "fundamento nacional" que siglos más tarde vería reflejada su importancia entre la caída del sistema feudal y el nacimiento del liberalismo.